# پروژه ببر
پروژه ببر (انگلیسی: Project Tiger) یک برنامه حفظ حیات وحش ببر است که در ماه نوامبر ۱۹۷۳، در دوران نخست‌وزیری ایندیرا گاندی توسط دولت هند راه اندازی شد. اهداف این پروژه، اطمینان بخشیدن به جمعیت پایدار ببر بنگال در زیستگاه طبیعی، حفاظت از آنها در برابر انقراض، و حفظ نواحی با اهمیت بیولوژیکی به عنوان میراث طبیعی است که نمایانگر تنوع اکوسیستم‌هادر سراسر گستره تردد ببر در کشور می‌باشد. کارگروه ویژه پروژه، این ذخیره‌گاه‌های ببر را هسته مرکزی زادوولد تصور کرد که حیوانات مازاد به جنگل‌های مجاور کوچ می‌کنند. منابع مالی و توافقات برای حمایت از برنامه ویژه حفاظت و ارتقای زیستگاه ببر تحت این پروژه گردآوری شد.
در هنگام سرشماری ببرها در سال ۲۰۰۶، روش جدیدی برای برآورد تراکم جمعیت ببرها در یک منطقهٔ مشخص، حیوانات درنده هم رده ببرها و حیواناتی که طعمه آنها را تشکیل می‌دهند، از طریق دوربین تله ای و بررسی علائم با استفاده از جی آی اس، بکار گرفته شد. بر اساس نتایج این بررسی‌ها، تعداد کل جمعیت ببرها ۱٬۴۱۱ عدد با محدوده گسترهٔ ۱٬۱۶۵ تا ۱٬۶۵۷ عدد ببر بالغ و نابالغ دارای سن بیش از ۱٫۵ سال، تخمین زده شد. احتمال داده شده بود که به خاطر اجرای این پروژه، تا سال ۲۰۱۸ تعداد ببرها به محدوده گسترهٔ ۲٬۶۰۳ تا ۳٬۳۴۶ عدد افزایش یافته‌است.